# Vladimír Clementis
Vladimír ”Vlado” Clementis, född den 20 september 1902 i Tisovec, död den 3 december 1952 i Prag, var en slovakisk minister, politiker, advokat, publicist, litteraturkritiker, författare och en framstående medlem av Tjeckoslovakiens kommunistiska parti.

## Biografi
Clementis blev kommunistisk parlamentsledamot 1935. Före utbrottet av andra världskriget, 1938, emigrerade han till Paris. Hans kritik av Molotov-Ribbentrop-pakten 1939 motsade den politik som det tjeckoslovakiska kommunistpartiet företrädde i sin exil i Moskva och utlöste en utredning inom partiet övervakad av Viliam Široký.
Vid utbrottet av andra världskriget i september 1939 fängslades han som känd kommunist, och blev senare förflyttad till ett brittiskt koncentrationsläger. Efter frigivningen bestämde han sig för att tillbringa kriget i London, där han blev tjeckisk kommentator i brittiska radion och uppmuntrade slovakerna att kämpa mot nazisterna. 
Efter att ha återvänt till Tjeckoslovakien 1945 blev Clementis vice utrikesminister i den första regeringen efter kriget. Som företrädare för Tjeckoslovakien undertecknade han FN-stadgan i San Francisco den 26 juni 1945. Efter Pragkuppen, som han hjälpte till att organisera, efterträdde han Jan Masaryk som utrikesminister. År 1948, på sin nya post, spelade han en avgörande roll i att organisera den tjeckoslovakiska del av Operation Balak genom att tillhandahålla hjälp för det nybildade israeliska flygvapnet. 
År 1950 tvingades han avgå, anklagad för att vara en "deviationist". Han greps och åtalades för att olagligt ha försökt att korsa statsgränsen, vilket senare utökades med den allvarligare anklagelsen att vara en "borgerlig nationalist" och att ha deltagit i en "trotskistisk-titoistisk-sionistisk konspiration". 
Efter att ha dömts i vad som ansågs vara en skenrättegång, hängdes han tillsammans med Rudolf Slánský den 3 december 1952. Hans aska spreds på en väg nära Prag. Hans fru, Lida, fick endast makens två pipor och tobak och skrevs ut från fängelset.
På ett känt fotografi från 21 februari 1948 står Clementis bredvid Klement Gottwald, Tjeckoslovakiens president 1948–1953. Efter att Clementis avrättats blev han bortretuscherad från fotografiet (tillsammans med fotografen Karel Hájek). Berättelsen har bland annat återgivits i Skrattets och glömskans bok av Milan Kundera. 